# 櫻水站
櫻水站（日语：／ Sakuramizu eki */?）是位於福島縣福島市笹谷，屬於福島交通的飯坂線車站。

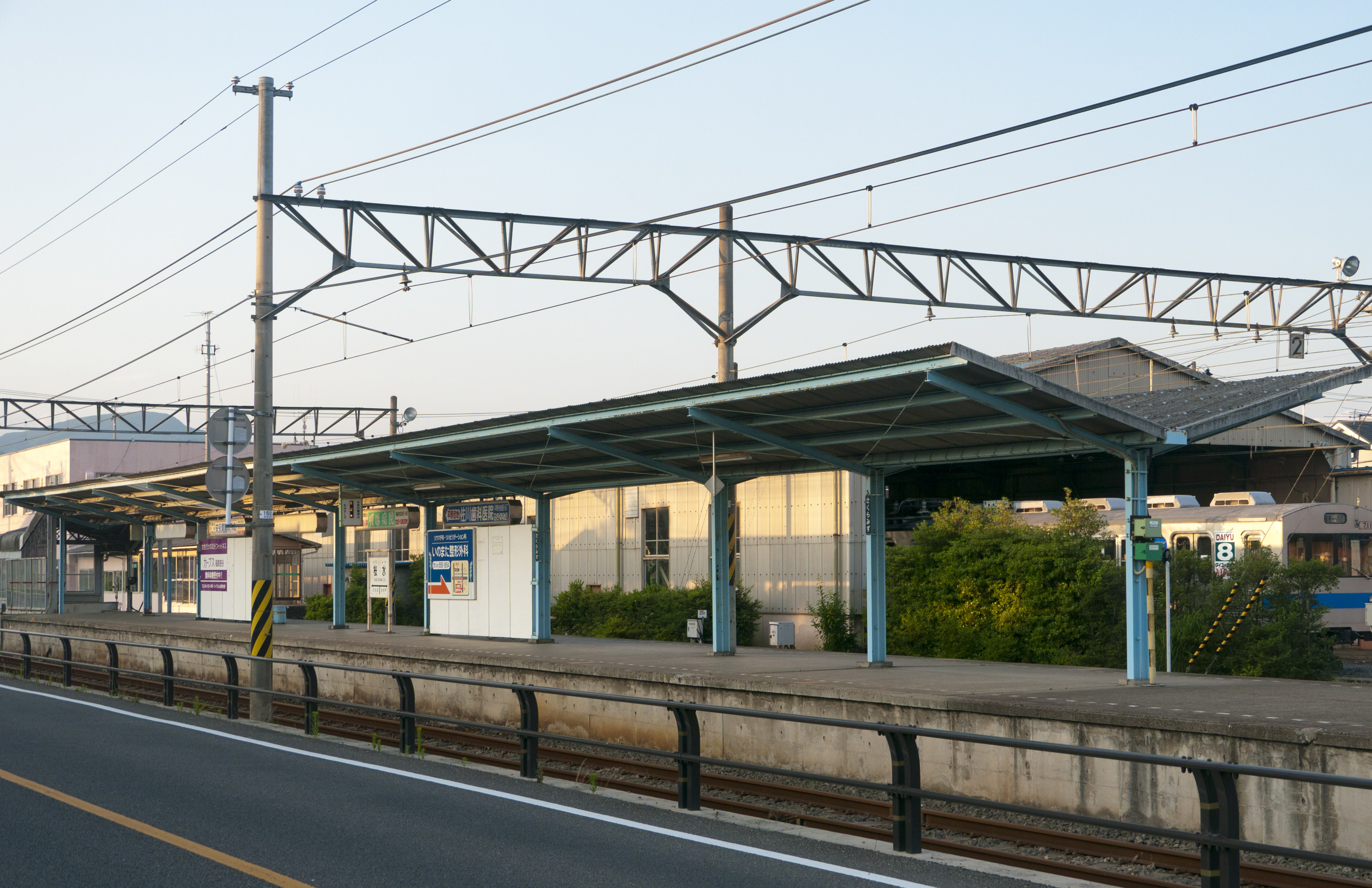
月台（2011年7月）

## 歷史
- 1975年（昭和50年）8月20日 - 車站啟用。

## 車站構造
此站是地面車站，設有1面2線的島式月台。構內設有車廠和檢修設施，也設有留置線。同時此站也有列車夜間停泊。此站是整日職員設置車站。站內設有售票櫃臺（設有定期券、回數券和阿武隈急行線連絡乘車票）和自動售票機。
福島交通鐵路部櫻水事務所位於車站大樓2樓。而驗票閘口與月台之間設有飯坂線唯一行人隧道。下行列車設有乘務員交班安排。

## 使用狀況
在2010年度的乘車人次為490人。
以下為近年1日平均上落、乘車人次列表：
| 年度   | 1日平均 乘車人次 | 1日平均 上下車人次 |
| ------ | ---------------- | ------------------ |
| 2010年 | 277              |                    |
| 2011年 |                  | 456                |
| 2012年 |                  | 524                |
| 2013年 |                  | 525                |
| 2014年 |                  | 611                |
| 2015年 |                  | 584                |
| 2016年 |                  |                    |
| 2017年 |                  |                    |
| 2018年 |                  | 563                |

## 車站周邊
- 福島銀行（日语：福島銀行）笹谷分店
- 福島縣道3號福島飯坂線（日语：福島県道3号福島飯坂線）

## 相鄰車站
福島交通
飯坂線
笹谷－櫻水－平野

## 注腳
1. ↑  福島市公共交通活性化基本計画PDF（日語） - 福島市，2012年，22頁
2. ↑  國土數値情報(不同車站上落客數據)2011-2015年  （页面存档备份，存于）（日語） - 國土交通省，國土數値情報(不同車站上落客數據)2018年  （页面存档备份，存于） - 國土交通省，2019年9月3日參閲

## 外部連結
- 福島交通 - 飯坂線 櫻水站 （页面存档备份，存于）（日語）